# Скугерский, Франтишек Зденек
Франтишек Зденек Скугерский (чеш. František Zdeněk Skuherský; 31 июля 1830, Опочно Австрийская империя — 19 августа 1892, Ческе-Будеёвице) — чешский композитор и музыкальный педагог.
Сын врача, основателя городской больницы. Окончил гимназию в Градце-Кралове, изучал философию в Карловом университете, затем окончил Пражскую школу органистов, ученик Карла Франца Пича. Работал учителем музыки в богатых домах, затем в 1854—1860 гг. служил в Инсбруке капельмейстером, руководителем городского хора, органистом и хормейстером кафедрального собора. В 1866 году вернулся в Прагу и возглавил Пражскую школу органистов, сменив на этом посту возглавившего Пражскую консерваторию Йозефа Крейчи. Среди учеников Скугерского были, в частности, Леош Яначек, Йозеф Богуслав Фёрстер, Йозеф Кличка, Вилем Курц, Карел Хофмайстер, Индржих Каан фон Альбест и другие крупные чешские музыканты. Одновременно Скугерский руководил хором Пражского кафедральсного собора, в 1879—1887 гг. преподавал теорию музыки в Карловом университете, продолжал сочинять церковную музыку. В 1890 г. органная школа окончательно вошла в состав Пражской консерватории, а Скугерский вышел на пенсию.
В композиторском наследии Скугерского центральное место занимает опера «Владимир, богоотступник» (чеш. Vladimír, bohů zvolenec; 1861, либретто Йозефа Вацлава Фрича), которую Бедржих Сметана после пражской премьеры 1863 года назвал «первой народной оперой». Ему принадлежат также несколько других опер, симфоническая поэма «Май» (1877, по мотивам К. Махи), многочисленные вокальные и органные сочинения. Опубликовал музыковедческие труды «Музыкальные формы» (нем. Die musikalischen Formen; 1873), «Органы, их установка и обслуживание» (чеш. Varhany, jejich zařízení a zachování; 1884) и др.